# Franc-maçonnerie bruxelloise au XXe siècle

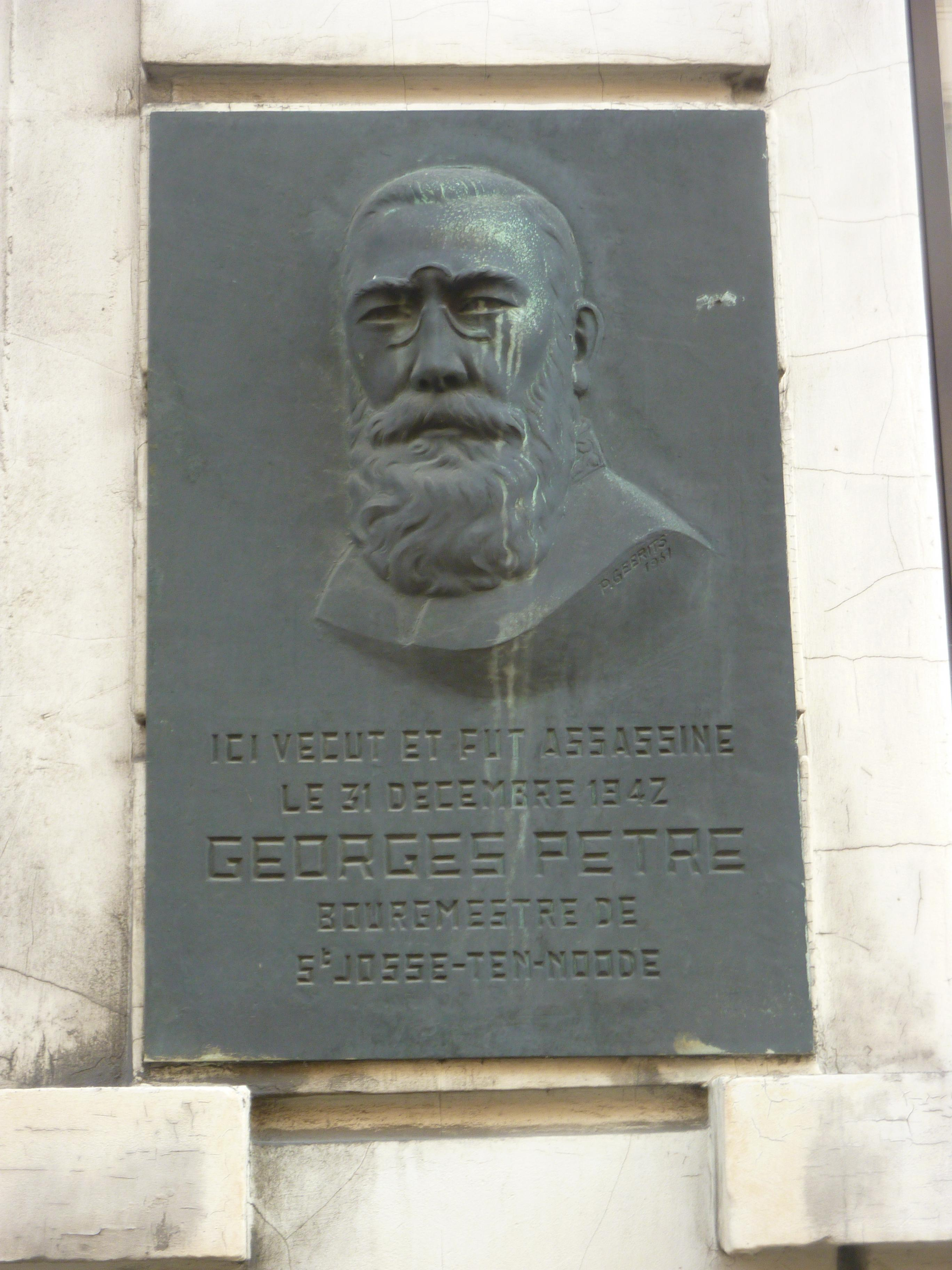
Georges Pètre, bourgmestre de la commune bruxelloise de Saint-Josse-ten-Noode, franc-maçon bruxellois, assassiné le 31 décembre 1942 par un groupe de rexistes..

La franc-maçonnerie est attestée à Bruxelles depuis le XVIIIe siècle. Elle existe sans interruption depuis cette époque et elle a joué depuis lors un rôle dans la société bruxelloise.

## Histoire
La tradition des XVIIIe et XIXe siècles s'est poursuivie au XXe siècle. De nombreux artistes, écrivains, poètes, hommes et femmes politiques bruxellois, personnalités du monde juridique, militaire ou du négoce et de l'industrie, ont été membres de diverses loges maçonniques bruxelloises au cours du XXe siècle.

### La persécution des francs-maçons auXXesiècle
Ce siècle vit également la plus cruelle répression de la maçonnerie et beaucoup de maçons bruxellois du fait de leur seule appartenance furent déportés ou assassinés dans les camps de concentration et de mort de l'Allemagne nazie ou éliminés par les collaborateurs. Beaucoup défendirent avec honneur leur patrie dans la Résistance et firent partie ou créèrent au côté de patriotes de diverses opinions des réseaux armés contre l'occupant nazi[réf. souhaitée].

### Le fichage des francs-maçons auXXesiècle
Cette persécution avait été rendue possible grâce au travail de fichage des francs-maçons entrepris par les milieux de la droite extrême ou du catholicisme intégral. Ainsi entre janvier et mars 1938 le grand journal catholique La Libre Belgique publiait de son côté une liste de francs-maçons avec adresses, œuvre anonyme du Dr Paul Ouwerx, qui récidiva en 1939 en publiant à Louvain sous son nom Les cagoulards démasqués, répertoire des francs-maçons belges. 1610 noms avec adresses, professions, indication des loges des affiliés, d'après des documents officiels, etc.. Ces publications offriront sur un plateau d'argent à l'occupant nazi les adresses de leurs futures victimes. Ce travail de fichage sera continué durant l'occupation par la Ligue antimaçonnique belge créée en 1940 par le même Ouwerx et ses acolytes qui livreront cette fois-ci directement aux occupants les résultats de leurs basses besognes